# Druk Air
Pour l’article ayant un titre homophone, voir Drucker.
Druk Air (code AITA : KB ; code OACI : DRK) est la compagnie aérienne nationale du Bhoutan, opérant dans 7 aéroports (neuf villes de six pays).
Son nom commercial est Royal Bhutan Airlines. Elle est basée à Paro.

## Histoire

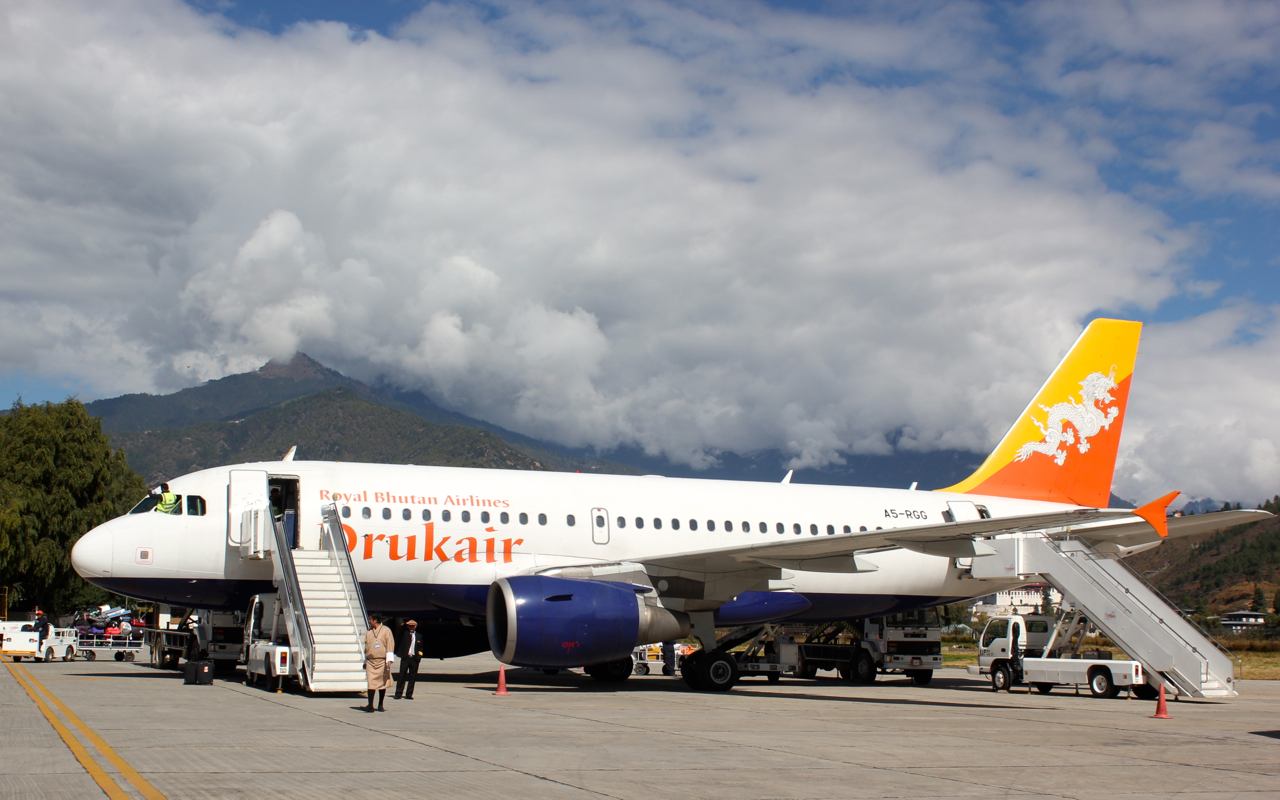
Airbus de Druk Air à l'aéroport de Paro

La compagnie fut créée par proclamation royale le 5 avril 1981 et débuta ses activités le 14 janvier 1983. Elle utilisait alors un appareil de type Dornier 228 pour relier les villes de Calcutta (Inde) et Dhâkâ (Bangladesh).
L'utilisation d'avions à réaction débuta avec l'arrivée d'un BAe 146-100 en novembre 1988. Dès lors, Druk Air relie les villes de New Delhi (Inde), Bangkok (Thaïlande) et Katmandou (Népal). Ces appareils sont maintenant remplacés par quatre Airbus A319 dont le premier fut mis en service le 31 octobre 2004.
La compagnie Druk Air est majoritairement détenue par le gouvernement bhoutanais.

## Destinations
- Bangladesh
  - Dhâkâ
- Bhoutan
  - Paro
- Inde
  - Gaya
  - Calcutta
  - New Delhi
  - Bombay
- Népal
  - Katmandou
- Thaïlande
  - Bangkok
- Singapour
  - Singapour

## Flottes
En 2017, sa flotte comprend cinq avions de type Airbus A319 (le dernier ayant été réceptionné début 2017) et trois ATR 42-500.
En janvier 2023, la flotte de la compagnie est constituée des avions suivants :